# Холлоуэй III, Джеймс
Джеймс Лемюэль Холлоуэй III (англ. James Lemuel Holloway III; 23 февраля 1922, Чарлстон, Южная Каролина, США — 26 ноября 2019, Алегзандрия, Виргиния, США) — адмирал Военно-морских сил США. Он был участником Второй мировой войны, Корейской войны и Войны во Вьетнаме. С 1974 по 1978 год был начальником военно-морских операций. В 1980 году стал президентом Военно-морского исторического фонда и руководил фондом до 1998 года. Он автор книги «Aircraft Carriers at War: A Personal Retrospective of Korea, Vietnam, and the Soviet Confrontation», которая была издана в 2007 году.

## Молодость
Холлоуэй родился 23 февраля 1922 года в Чарлстоне (штат Южная Каролина) в семье Джин Гордон (Хэгуд) и лейтенанта Джеймса Лемюэля Холлоуэя-младшего, который затем станет адмиралом. Его дед по материнской линии был генерал-майор Джонсон Хэгуд. В 1939 году он окончил школу Сент-Джеймс в штате Мэриленд и поступил в Военно-морскую академию США. Холлоуэй окончил Военно-морскую академию в июне 1942 года.

## Военная служба

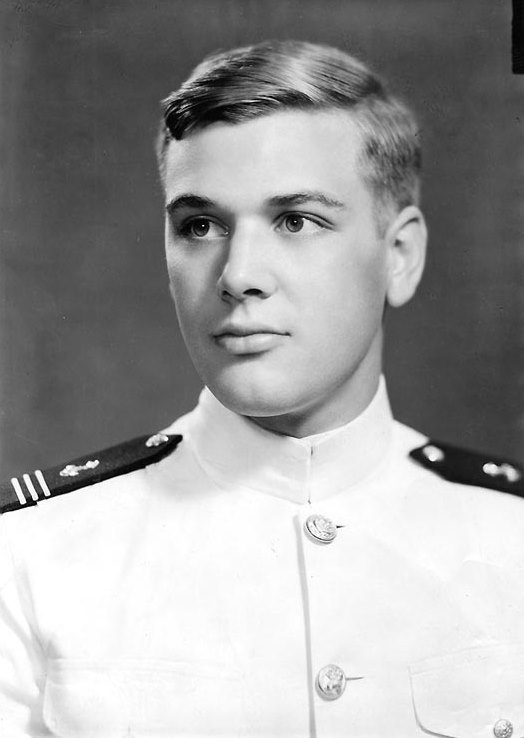
Мичман Холлоуэй (1941 год)

Во время Второй мировой войны Холлоуэй служил на эсминцах, которые сопровождали конвой в Северной Атлантике, около побережья Северной Африки и на Тихом океане. Он принимал участие в битве за Сайпан, битве за Тиниан, в сражение во время Марианско-палауской операции и в Сражение в заливе Лейте. Он служил офицером артиллерии на эсминце USS Bennion, который во время сражения в заливе Лейте принял участие в ночной атаке, в результате был потоплен японский линкор Ямасиро, оказал помощь в уничтожении эсминца Асагумо, атаковал крейсер Могами, а также были сбиты два японских Mitsubishi A6M Zero. За сражение в заливе Лейте он получил бронзовую звезду и похвальную медаль ВМФ.
После Второй мировой войны Холлоуэй стал военно-морским летчиком. Он служил на авианосце во время Корейской войны, летая на истребитель-бомбардировщике Grumman F9F Panther. Он принял командование 52-й истребительной эскадрильи после того, как его командир был сбит. Во время Корейской войны он был награждён крестом лётных заслуг и три раза медалью военно-воздушных сил, а также получил благодарность части Военно-морского флота, которой был награждён авианосец USS Valley Forge.
В 1958 году он был командиром 83-й истребительной эскадрильи, которая базировалась на авианосце USS Essex и летала на самолётах Douglas A-4 Skyhawk. Эскадрилья Холлоуэй прикрывала десант морской пехоты в Ливане и выполняла патрули для поддержки операций США в регионе. Затем авианосец был передислоцирован в состав Седьмого флота ВМС США и выполнял миссию по защите островов Цзиньмыньцюньдао и Мацзу.
С 1965 по 1967 год Холлоуэй командовал первым атомным авианосцем USS Enterprise, который выполнял операции в заливе Бакбо во время войны во Вьетнаме. За успехи в командование он был дважды награждён орденом «Легион почёта».

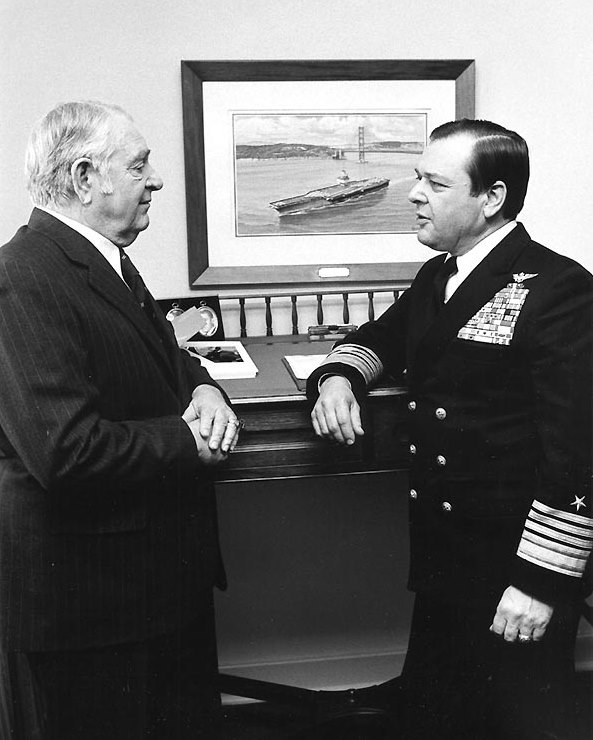
Адмирал Джеймс Лемюэль Холлоуэй младший (слева) и адмирал Джеймс Лемюэль Холлоуэй III (1974 год).

В 1968 году он начал работать в Пентагоне и продвигал программу атомных подводных лодок, авианосцев класса «Нимиц». За работу в Пентагоне он получил медаль «За выдающуюся службу» ВМС. В 1970 году Холлоуэй был назначен командующим ударными силами авианосцев Шестого флота ВМС США и направлен в Восточное Средиземноморье, для проведения воздушных операций в Сирии и Иордании. Вскоре сирийская армия отступила и он руководил эвакуацией армейского госпиталя. За успешное выполнение операции Холлоуэй был награждён второй медалью «За выдающуюся службу» ВМС, а его флагман авианосец USS Independence получил благодарность части Военно-морского флота.
Холлоуэй принял командование Седьмым флотом ВМС США в 1972 году, во время войны во Вьетнаме и лично возглавил ударную группу крейсеров во время битвы за гавань Хайфон. Во время операции Linebacker II, он направил массированные удары по коммуникациям Северного Вьетнама, что привело к прекращению огня в 1973 году. За командование Седьмым флотом он получил третью медаль «За выдающуюся службу» ВМС. С 1973 по 1974 год он занимал должность заместителя начальника морских операций.
С 1974 по 1978 год Холлоуэй был начальником военно-морских операций и членом Объединенного комитета начальников штабов. В качестве начальника военно-морских операций он руководил эвакуации с Кипра; спасением торгового судна SS Mayaguez и его команды; карательными ударами против камбоджийских войск; эвакуацией граждан США из Ливана и во время инцидента корейской демилитаризованной зоне в августе 1976 года, который привел к вооруженному противостоянию между союзниками и северокорейской армией. За службу на этом посту Холлоуэй был награждён четвёртой медалью «За выдающуюся службу» ВМС и двумя медалями «За выдающуюся службу». В 1978 году Джеймс Лемюэль Холлоуэй III вышел в отставку.

## В отставке

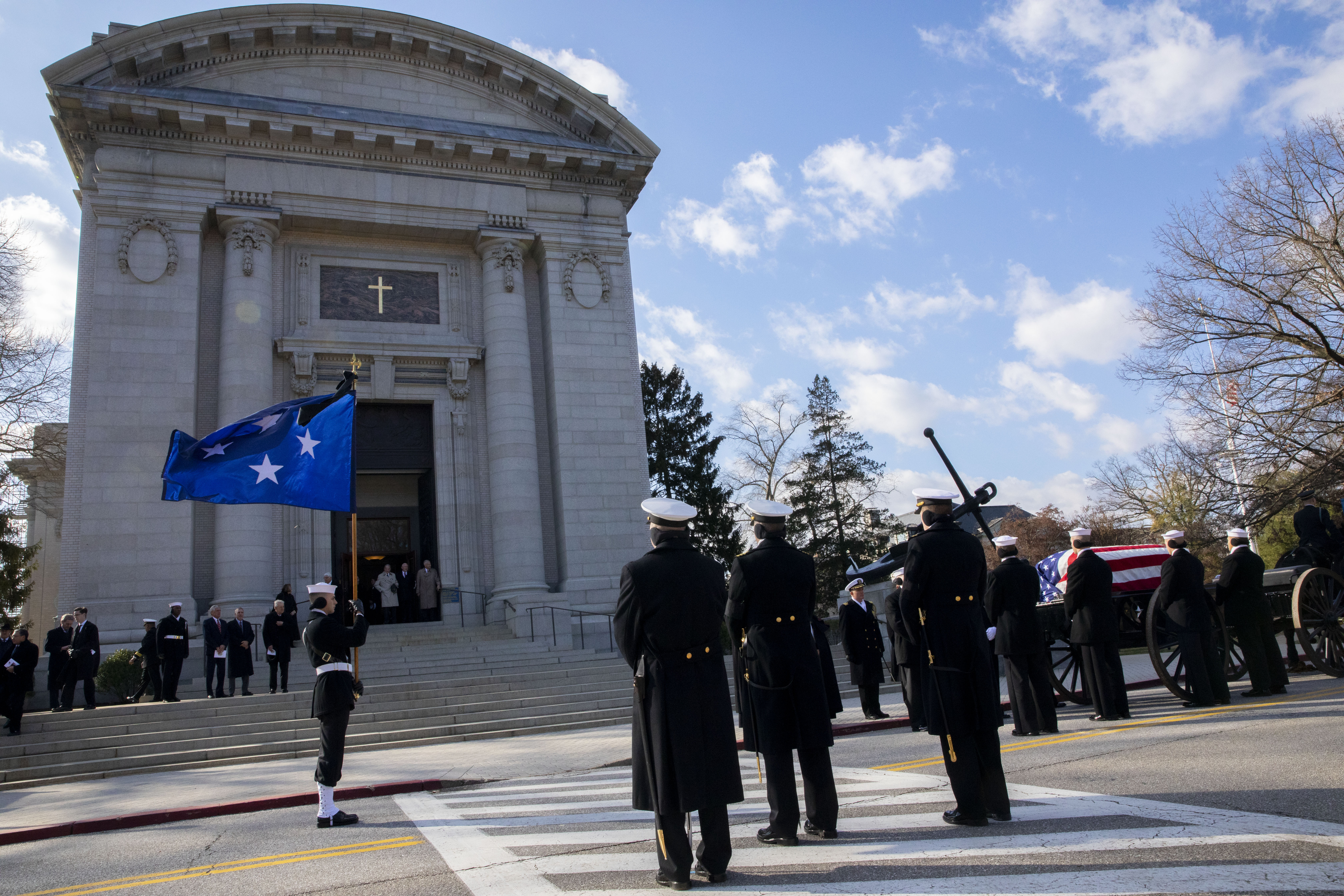
Похоронная процессия адмирала Холлоуэла (18 декабря, 2019 года)

После ухода в отставку Холлоуэй был консультантом в PaineWebber & Co., а также до 1988 года занимал пост президента Совета операторов судов американского флота, национальной ассоциации американских компаний торгового флота. В 1980 году он возглавлял Группу по обзору специальных операций, которая расследовала попытку спасения заложников из Ирана. В 1985 году он занимал должность исполнительного директора вице-президента Джорджа Буша-старшего. В 1986 году он был назначен специальным посланником вице-президента по Ближнему Востоку. В 1985 году Холлоуэй был техническим консультантом фильма «Лучший стрелок» (анг. Top Gun).
Адмирал Холлоуэй умер 26 ноября 2019 года в Алегзандрии (Вирджиния) и был похоронен на кладбище Военно-морской академии США в Аннаполисе (Мэриленд). 

## Примечание
1. ↑  James L. Holloway III // SNAC (англ.) — 2010.
2. ↑  Admiral James L. Holloway: A Lifetime of Service, 23 February 1922–26 November 2019
3. ↑  Biography - Admiral James L. Holloway III, US Navy (Ret.). web.archive.org (12 июля 2006). Дата обращения: 6 февраля 2020. Архивировано 12 июля 2006 года.
4. ↑  Admiral James L. Holloway III: A Lifetime of Service (англ.) (недоступная ссылка — история). public1.nhhcaws.local. Дата обращения: 7 февраля 2020.
5. ↑  US People--Holloway, James L., III, Admiral, USN. web.archive.org (7 декабря 2006). Дата обращения: 7 февраля 2020. Архивировано из оригинала 7 декабря 2006 года.
6. ↑  Richard R. Burgess, Senior Editor. Adm. James L. Holloway III, Who Led the Naval Historical Foundation and Made So Much History Himself, Dies at Age 97 (англ.). Seapower (26 ноября 2019). Дата обращения: 7 февраля 2020. Архивировано 28 июля 2020 года.
7. ↑  Admiral James L. Holloway III: A Lifetime of Service (англ.) (недоступная ссылка — история). public2.nhhcaws.local. Дата обращения: 7 февраля 2020.